# Braunschweiger Salmiak

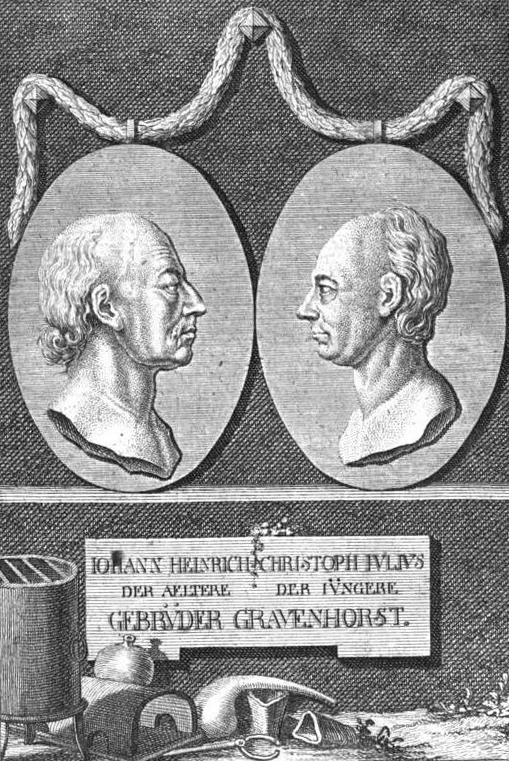
Johann Heinrich (links) und Christoph Julius Gravenhorst

Braunschweiger Salmiak war ein Produkt der Chemischen Fabrik Gebrüder Gravenhorst, die im Jahr 1759 von den Gebrüdern Johann Heinrich und Christoph Julius Gravenhorst in Braunschweig gegründet wurde und 1762 mit der Herstellung von Salmiak (Ammoniumchlorid, chemische Formel: NH4Cl) in Braunschweig begann.

## Hintergrund
Verwendung fand Ammoniumchlorid damals in der Färberei und Gerberei sowie beim Verzinnen, Verzinken und Löten. Bis zur Errichtung der ersten Salmiakfabriken in England und Frankreich wurde Ammoniumchlorid hauptsächlich aus Ägypten eingeführt, wo es in natürlichen Lagerstätten vorkommt.

## Herstellungsverfahren
Ammoniumchlorid wurde in der Gravenhorstschen Fabrik aus tierischem und menschlichem Urin hergestellt. Durch Fäulnisprozesse wurde der darin enthaltene Harnstoff zersetzt und in einem mehrstufigen Herstellungsverfahren mit Gips (Calciumsulfat; CaSO4 · 2 H2O) und Kochsalz (Natriumchlorid; NaCl) umgesetzt. Beim Eindampfen der Lösung wurde zunächst Glaubersalz (Natriumsulfat; Na2SO4 · 10 H2O) abgeschieden, danach Ammoniumchlorid.
Das als Nebenprodukt der Salmiakherstellung produzierte Glaubersalz wurde unter den Handelsnamen „Gravenhorst’sches Salz“ und „Braunschweig’sches Salz“ für pharmazeutische Zwecke, z. B. als Abführmittel, an Apotheken vertrieben.
Zur Reinigung des Ammoniumchlorids wurde das Rohprodukt sorgfältig umkristallisiert. Zur Kristallisation wurde eine hochkonzentrierte Ammoniumchlorid-Lösung in perforierte Keramikformen gefüllt. Nach Auskristallisation erhielt man das Ammoniumchlorid in einem kegelförmigen Block, ähnlich einem Zuckerhut.
Salmiak in Zuckerhutform wurde auch noch nach der Stilllegung des Braunschweiger Unternehmens, im frühen 19. Jahrhundert, als „Braunschweiger Salmiak“ bezeichnet.

## Meinungen von Zeitgenossen
„… die Fabrikation des Salmiaks aus Urin, wie dieses früher von den Gebrüdern Gravenhorst in Braunschweig geschah, verbreitet in einem weiten Umkreise einen unangenehmen, erstickend scharfen Dampf und Geruch.“

„Er hat einen stechend salzigen, urinösen Geschmack.“